# Luge nos Jogos Olímpicos de Inverno de 2022
As competições de luge nos Jogos Olímpicos de Inverno de 2022 foram realizadas no Centro Nacional de Pistas de Yanqing, em Pequim, entre 5 e 10 de fevereiro. Um total de quatro eventos estiveram em disputa: individual masculino e feminino, duplas e revezamento por equipes.

## Programação
A seguir está a programação da competição para os quatro eventos da modalidade.
Horário local (UTC+8).
| Data            | Horário | Evento                                |
| --------------- | ------- | ------------------------------------- |
| 5 de fevereiro  | 19:10   | Individual masculino – descidas 1 & 2 |
| 6 de fevereiro  | 19:30   | Individual masculino – descidas 3 & 4 |
| 7 de fevereiro  | 19:50   | Individual feminino – descidas 1 & 2  |
| 8 de fevereiro  | 19:50   | Individual feminino – descidas 3 & 4  |
| 9 de fevereiro  | 20:20   | Duplas – descidas 1 & 2               |
| 10 de fevereiro | 21:30   | Revezamento por equipes               |

## Qualificação
Um total de 106 vagas estavam disponíveis para os Jogos. Os países receberam cotas de acordo com os resultados no ranking da Copa do Mundo de Qualificação Olímpica entre 1 de julho de 2020 a 31 de dezembro de 2021.

## Medalhistas
| Evento                           | Ouro                                                                       | Prata                                                               | Bronze                                                                |
| -------------------------------- | -------------------------------------------------------------------------- | ------------------------------------------------------------------- | --------------------------------------------------------------------- |
| Individual masculino detalhes    | Johannes Ludwig GER Alemanha                                               | Wolfgang Kindl AUT Áustria                                          | Dominik Fischnaller ITA Itália                                        |
| Individual feminino detalhes     | Natalie Geisenberger GER Alemanha                                          | Anna Berreiter GER Alemanha                                         | Tatiana Ivanova ROC                                                   |
| Duplas detalhes                  | Tobias Wendl Tobias Arlt GER Alemanha                                      | Toni Eggert Sascha Benecken GER Alemanha                            | Thomas Steu Lorenz Koller AUT Áustria                                 |
| Revezamento por equipes detalhes | Natalie Geisenberger Johannes Ludwig Tobias Wendl Tobias Arlt GER Alemanha | Madeleine Egle Wolfgang Kindl Thomas Steu Lorenz Koller AUT Áustria | Elīza Tīruma Kristers Aparjods Mārtiņš Bots Roberts Plūme LAT Letônia |

## Quadro de medalhas
| Ordem | País         | Medalha de ouro | Medalha de prata | Medalha de bronze |    | Ordem por total |
| ----- | ------------ | --------------- | ---------------- | ----------------- | -- | --------------- |
| 1     | GER Alemanha | 4               | 2                |                   | 6  | 1               |
| 2     | AUT Áustria  |                 | 2                | 1                 | 3  | 2               |
| 3     | ITA Itália   |                 |                  | 1                 | 1  | 3               |
|       | LAT Letônia  |                 |                  | 1                 | 1  | 3               |
|       | ROC          |                 |                  | 1                 | 1  | 3               |
| TOTAL | TOTAL        | 4               | 4                | 4                 | 12 | —               |